# الثلجيات
الثلجيات هي إحدى القرى المحتلة والمدمرة التابعة لمحافظة القنيطرة في هضبة الجولان بجنوب غرب سوريا.
تقع ناحية قرى مركز منطقة القنيطرة 102 نسمة حتى عام 1967 وعلى ارتفاع 1020 م تقع فوق تلة في أرض بركانية جنوب شرق تل الشيخة وشمال تل محمد المخفي تبعد عن مدينة القنيطرة 7 كم باتجاه الشمال الغربي مرورا بقرية المنصورة .
وجدت في التل الذي بنيت عليه القرية فخاريات تعود إلى العهود البيزنطية والعثمانية وفي خربة الثلجيات الواقعة شمال غرب القرية 200 م وجدت آثارات تأخذ شكلا مستطيلا ومربعا اضافة إلى ذلك فخاريات جولانية ... كان سكانها يعملون بالزراعة (حبوب وبقول وذرة) وبزراعة الأشجار المثمرة كالكرمة والتين إلى جانب تربية المواشي.
سكنها من الفضل عشيرة البلاحسة وعشيرة النبهان وعشيرة قيار حتى عام 1967 وتم تهجير سكانها إثر العدوان الاسرائيلي واحتلال الجولان.